# A Little Respect
«A Little Respect» es el décimo disco sencillo publicado del grupo británico de música electrónica Erasure, lanzado en 1988.
A Little Respect es una canción compuesta por Vince Clarke y Andy Bell.

## Descripción
A Little Respect fue el tercer sencillo del álbum The Innocents. Este sencillo llegó al puesto 4 en el ranking británico, 14 en los Estados Unidos y el número 34 en Alemania. Es considerada la canción más conocida y difundida del grupo. En varios países como Estados Unidos y Argentina, es uno de los temas de la banda que les prestó ritmo y baile al mundo entero.
A Little Respect fue compuesto por (Clarke/Bell) y, pese a no haber sido concebida con ese objetivo, la comunidad gay la adoptó como un himno.

## Lista de temas
| CD Sencillo (CDMUTE85) / (INT 826.894) 1. «A Little Respect» 3:31 2. «A Little Respect» (Extended Mix) 6:35 3. «Like Zsa Zsa Zsa Gabor» (Rico Conning Mix) 6:05 4. «Love Is Colder Than Death» 2:10 12″ Vinilo Sencillo (12MUTE85) / (INT 126.894) 1. «A Little Respect» (Extended Mix) 6:35 2. «Like Zsa Zsa Zsa Gabor» (Mark Freegard Mix) 4:50 3. «Love Is Colder Than Death» 2:10 12″ Vinilo Sencillo (L12MUTE85) / (INT 126.895) 1. «A Little Respect» (Big Train Mix) 6:07 2. «Like Zsa Zsa Zsa Gabor» (Rico Conning Mix) 6:05 3. «Love Is Colder Than Death» 2:10 | 12″ Vinilo Sencillo (Sire 21059-0) 1. «A Little Respect» (12″ Vocal) 6:27 2. «A Little Respect» (12″ House Mix) 6:42 3. «A Little Respect» (Extended Mix) 6:35 4. «A Little Respect» (Big Train Mix) 6:07 5. «Like Zsa Zsa Gabor» (Rico Conning Mix) 6:05 7″ Vinilo Sencillo (MUTE85)/(PMUTE85)/(INT 111.869)/(Sire 27738-7) 1. «A Little Respec»t 3:31 2. «Like Zsa Zsa Zsa Gabo»r 4:00 Casete Sencillo (Sire 927738-4) 1. «A Little Respect» 3:31 2. «Like Zsa Zsa Zsa Gabor» 4:00 |

## Créditos
Este sencillo tiene dos lados B, ambos escritos y producidos por (Clarke/Bell): Like Zsa Zsa Zsa Gabor -en clara referencia a la actriz Zsa Zsa Gabor- y Love is Colder than Death.

### Video
El video musical, dirigido por Peter Christopherson, muestra a Andy Bell y Vince Clarke bromeando con los homófonos.

## Versiones
A Little Respect es una de las canciones de Erasure que más veces fue reversionada. Además, su melodía fue copiada y reinterpretada por otros artistas como Nick Kamen en I Promised Myself, Milla en La isla del sol,  Paulina Rubio en Enséñame o Moenia en o Valió.

## A Little Respect (HMI Redux)
En 2010, Erasure hizo una remezcla de A Little Respect, llamada A Little Respect (HMI Redux). Esta versión se realizó sólo para descargar de internet y es a beneficio del Instituto New York's Hetrick-Martin (la más antigua y más grande asociación de ayuda a jóvenes LGBTQ de Estados Unidos, sede del Harvey Milk High School) y la Fundación True Colors de Cyndi Lauper. La nueva versión fue rehecha por Vince Clarke y cuenta con coros hechos por jóvenes del Instituto para acompañar la voz de Andy Bell. 

### Video
Para acompañar este sencillo, se realizó un video, dirigido por Jason Stein, muestra a Andy Bell junto a varios jóvenes y trabajadores del Instituto New York's Hetrick-Martin. Fue producido por Laundry Service Media. Vince no forma parte del video.

## A Little Respect (Charity Hull KR Challenge Cup Final)
En 2015, los jugadores del equipo inglés de rugby Hull Kingston Rovers (también conocidos como Hull KR), realizaron una edición con fines benéficos, celebrando su llegada a la final del torneo. Esta versión es cantada por los jugadores del equipo, utilizando la base de la canción original de Erasure, que autorizó a usar esta pista de fondo.

La idea de esta versión surgió a raíz de que los seguidores del Hull KR cantaron esta canción en los partidos.

Los fondos recaudados serán entregados a las fundaciones Freddie’s Friends, Downright Special y Terrence Higgins Trust.

## Versiones de otros artistas
A Little Respect fue reinterpretado por:
- En 1992 Bjorn Again -banda tributo a ABBA- hizo un sencillo llamado Erasure-ish al estilo del grupo sueco -incluyendo A Little Respect- que se ubicó en el puesto número 25 del ranking británico.
- 1998: la banda portuguesa Silence 4 la incluyó como A (Very) Little Respect en su álbum Silence Becomes It.
- 1999: la banda argentina Attaque 77 en español, para su álbum Otras canciones.
- 2001: la banda estadounidense Wheatus para su homónimo álbum debut.
- 2006: Tom Mountain editó varias versiones en un sencillo del mismo nombre.
- 2009: el grupo canadiense Audio Playground lo editó en un sencillo como (A Little) Respect.
- 2010: el artista sueco Magnus Carlsson realizó una versión para su álbum Pop Galaxy.
- 2010: Kate Walsh hizo una versión para su álbum Peppermint Radio.
- 2011: la artista inglesa Kim Wilde la incluyó en su álbum Snapshots.
- 2011: el artista irlandés Agitated Radio Pilot realizó un EP llamado A Little Respect, donde incluyó una versión acústica.
- 2011: Nivek Tek y Carol Hahn hicieron un sencillo con varias versiones de A Little Respect -algunas con letras adicionales-.
- 2014: el artista argentino Kevin Johansen y su banda The Nada incluyó en sus shows en vivo una versión con charango. Para 2022, hizo una versión acústica de la misma y de otros temas clásicos en inglés y en español para su álbum "Tú Ve".
- 2020: Kelly Clarkson, versión en vivo para su programa The Kelly Clarkson Show.
- 2021: Agoney, versión incluida en la banda sonora de la película El Cover.
- 2024: The Killers, presentaciones en vivo desde 2024.
- 2025ː The Hanseroth Twins, para la banda de sonido de la película Bridget Jones: loca por él.

## Hicieron versiones en sus shows en vivo
- The Killers (Gdl,CDMX,MTY) 03,05,06,09/10/2024
- KT Tunstall
- Charlotte Martin
- Los Terapeutas del ritmo
- Josh T. Pearson
- La Voz Argentina